# Lepidonotus pellucidus
Lepidonotus pellucidus är en ringmaskart som först beskrevs av Dyster in Johnston 1865.  Lepidonotus pellucidus ingår i släktet Lepidonotus och familjen Polynoidae. Inga underarter finns listade i Catalogue of Life.